# Bolków
Bolków (in tedesco Bolkenhain) è un comune urbano-rurale polacco del distretto di Jawor, nel voivodato della Bassa Slesia.
Ricopre una superficie di 152,85 km² e nel 2004 contava 11 088 abitanti.

## Monumenti e luoghi d'interesse
- Castello di Bolków – castello costruito tra il 1277-1293, che copre una superficie di 7600 m². Al suo interno ospita un museo.